# Markt (Mainz)
Der Markt in Mainz ist der nördliche und größte der vier Plätze rund um den Mainzer Dom.

## Geschichte
Der Markt dürfte sich spätestens mit dem Dombau um 975 zum Hauptumschlagplatz für Waren aller Art entwickelt haben. Am südlichen Rand standen anfänglich die Verkaufsläden der Woll- und Tuchhändler sowie der Kürschner. Auf der Nordseite befanden sich Garküchen und Bäckerstände. Im Laufe der Jahrhunderte begannen landwirtschaftliche Erzeugnisse im Angebot zu überwiegen. Sie wurden anfänglich in großen, auf dem Boden stehenden Körben und erst später auf Tischen angeboten. Die Namen Korbgasse, Seilergasse und Fischergasse bezeugen, dass sich die Handelstätigkeit über den Platz hinaus in die unmittelbare Nachbarschaft erstreckte.
Kurfürst Albrecht von Brandenburg ließ 1526 den Marktbrunnen im Stil der Renaissance neu errichten. Repräsentative, aber in ihren Dimensionen bescheidene Barockhäuser ersetzten im 18. Jahrhundert vor dem Dom die dortigen Vorgängerbauten. Zeitgleich erhielt auch die ältere Gebäudezeile auf der Nordseite des Marktes durch einige Neu- und Umbauten ein festliches Gepräge.
Zum Ende des 19. Jahrhunderts trennte man aus Gründen der Verkehrssicherheit mit Bürgersteigen und Fahrbahnen den Fußgänger- vom Fahrzeugverkehr. Als Folge musste der Marktbrunnen versetzt werden. Mit Ausnahme der barocken Domhäuser Markt 18–26 überstand keiner der prächtigen Bürgerbauten am Markt den Zweiten Weltkrieg und die Luftangriffe auf Mainz. Für den Marktplatz forderte Karl Gruber 1949, diesen solle „man als verkehrsfreien Raum dem Fußgänger erhalten und ihn nicht mit einer diagonalen Verkehrsstraße zerschneiden.“ Für die folgenden 26 Jahre wurde jedoch genau dies realisiert.
1975 feierte Mainz das tausendjährige Domjubiläum. Es war Anlass für einen Wettbewerb zur fußgängerfreundlichen Umgestaltung der Domplätze Liebfrauenplatz, Markt, Höfchen und Leichhof. Den ersten Preis gewann das Architekturbüro Infra Gesellschaft für Umweltplanung. Das Planungskonzept des Architekten Wolfram Becker erlaubte die Rückversetzung des Marktbrunnens an seinen alten Standort. Mit der Heunensäule erhielt der Markt einen neuen Mittelpunkt. Für drei der vier Domplätze wählte man als Bodenbelag Blaubasalt-Pflaster mit Granitstreifen.
Auf der Nordseite des Marktes sollte nach dem Vorschlag des ersten Preisträgers das historische Fassadenbild, soweit machbar, wieder entstehen. Dieses Konzept fand die Zustimmung der städtischen Gremien. 1979 wurde mit der äußerlichen Umgestaltung der Nachkriegsbauten begonnen. Beim Haus Markt 7/9 stand die Fassade des 1903 abgerissenen Hauses Augustinerstraße 67 Pate. Markt 1 und 5 wurden neu erbaut mit Rekonstruktion der Vorkriegsfassaden. 1991 wurde die Umgestaltung auf der Nordseite des Marktes abgeschlossen. Die rekonstruierten Marktfassaden entwickelten sich bald zu einem der beliebtesten Postkartenmotive.
Es folgte 2003, ebenfalls nach Plänen des Architekten Wolfram Becker, die Wiederherstellung der Fassaden von Markt 19 und 21 mit einer Neugestaltung von Markt 23–29. Beim Eckhaus orientierte sich der Architekt an dem klassizistischen Bau von 1816, der auf diesem Anwesen bis Ende des 19. Jahrhunderts gestanden hatte. Nachdem im Haus Markt 11–13 die dortigen Kinos „Rex“ und „Bambi“ jahrelang außer Betrieb waren, erwarb die Wohnbau Mainz diesen Gebäudekomplex sowie kurze Zeit später das Gebäude Markt 15.
Für die Integration in eine Ladenpassage die nach Plänen des Architekturbüros Massimiliano Fuksas, wurden Markt 11, 13 und 15 abgerissen und 2007–09 neu erbaut. Bereits Ende 2008 war das alte Fassadenbild mit nur wenigen Veränderungen wiederhergestellt.

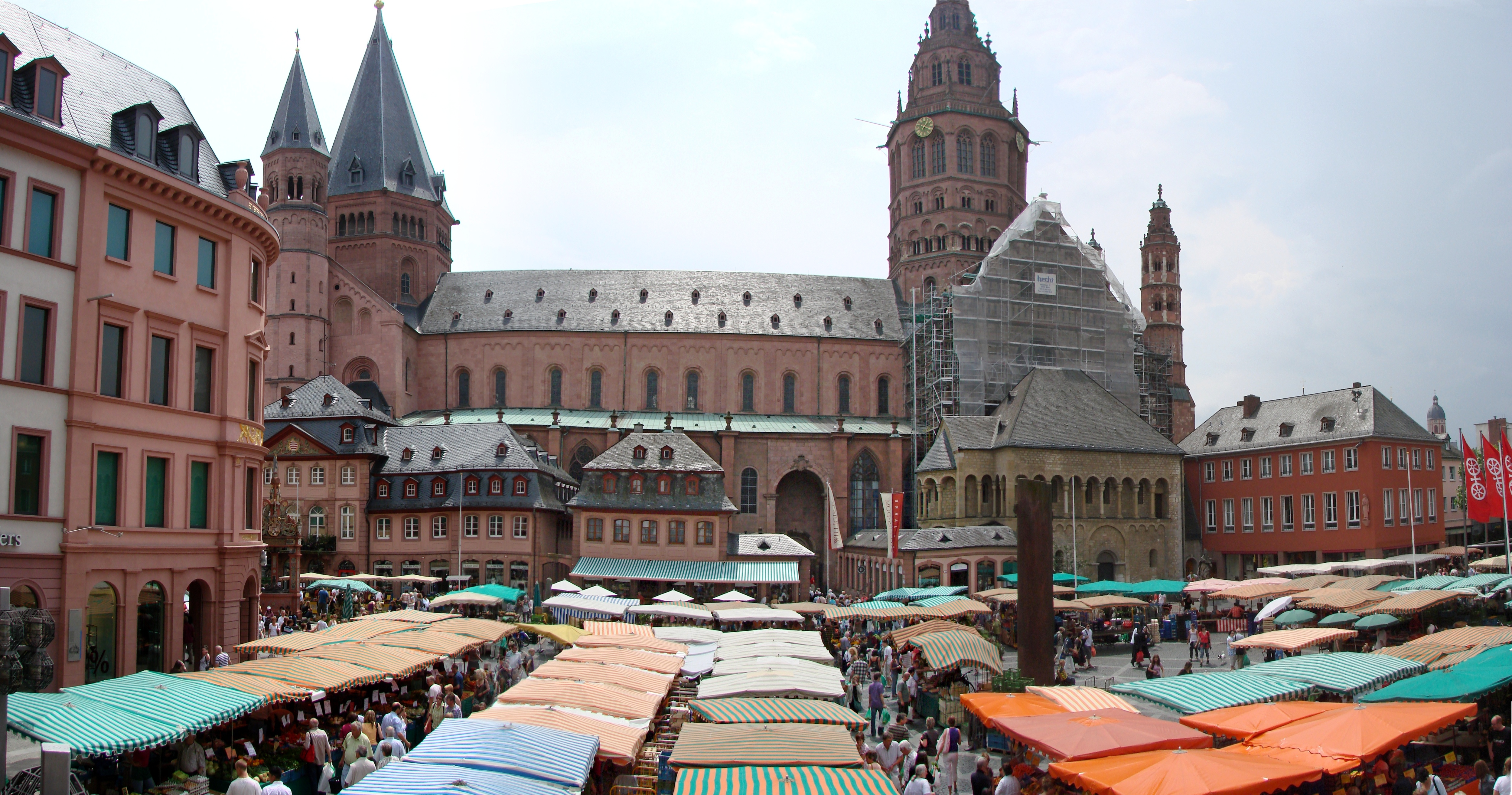
Wochenmarkt auf dem Markt
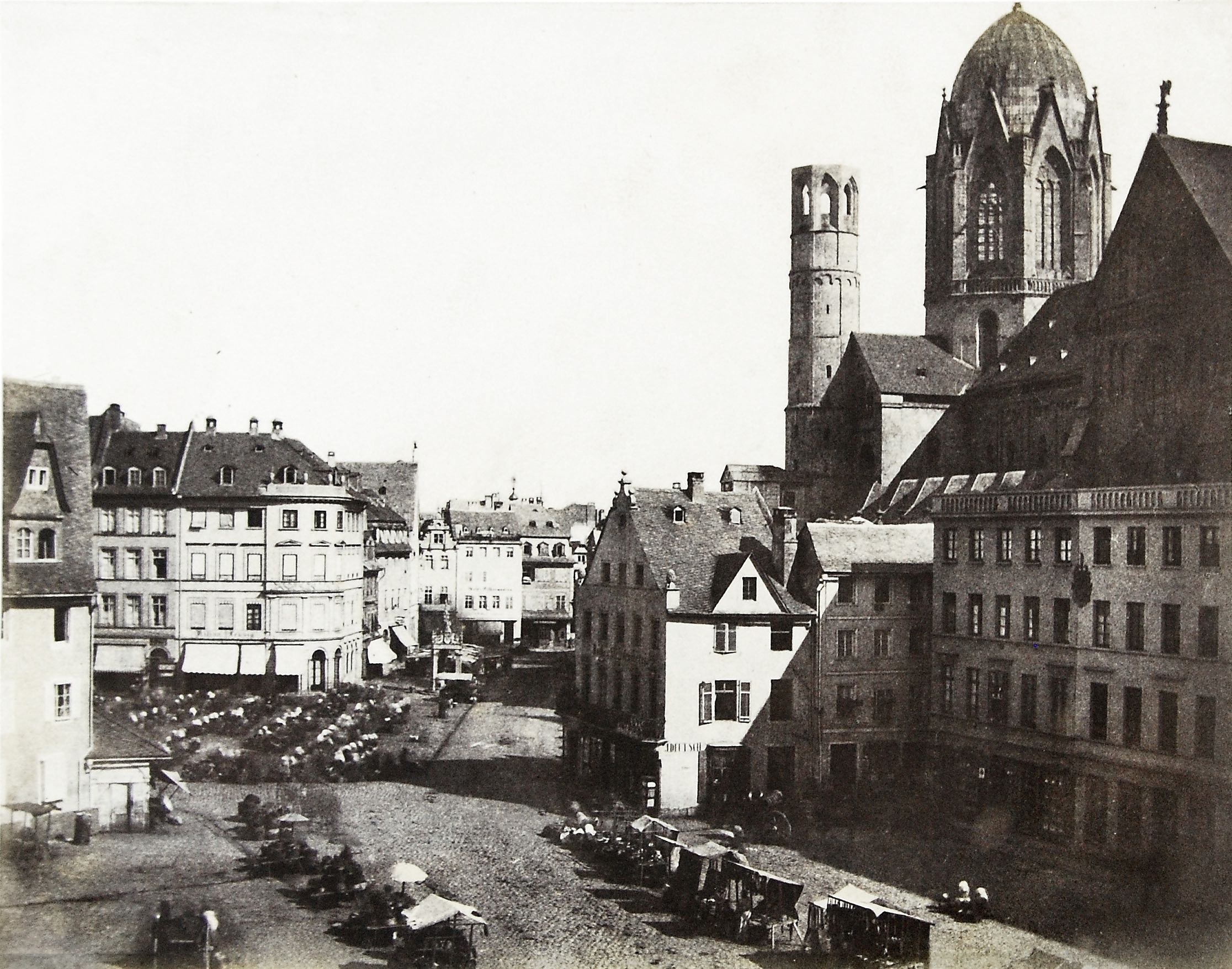
Blick vom Theater auf Höfchen und Markt 1853. Der Dom mit der Mollerschen Kuppel.
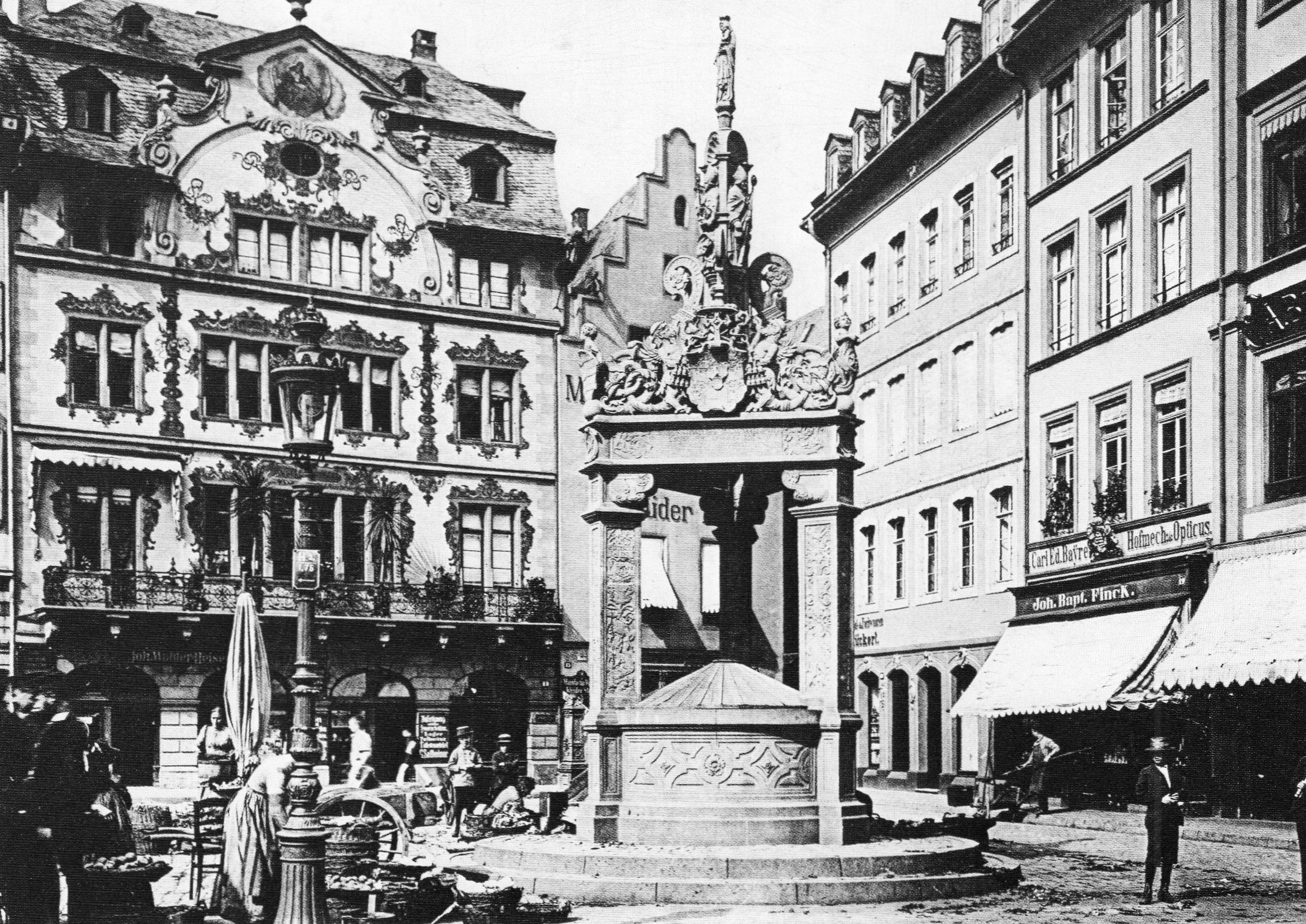
Nordostseite mit Marktbrunnen vor 1900
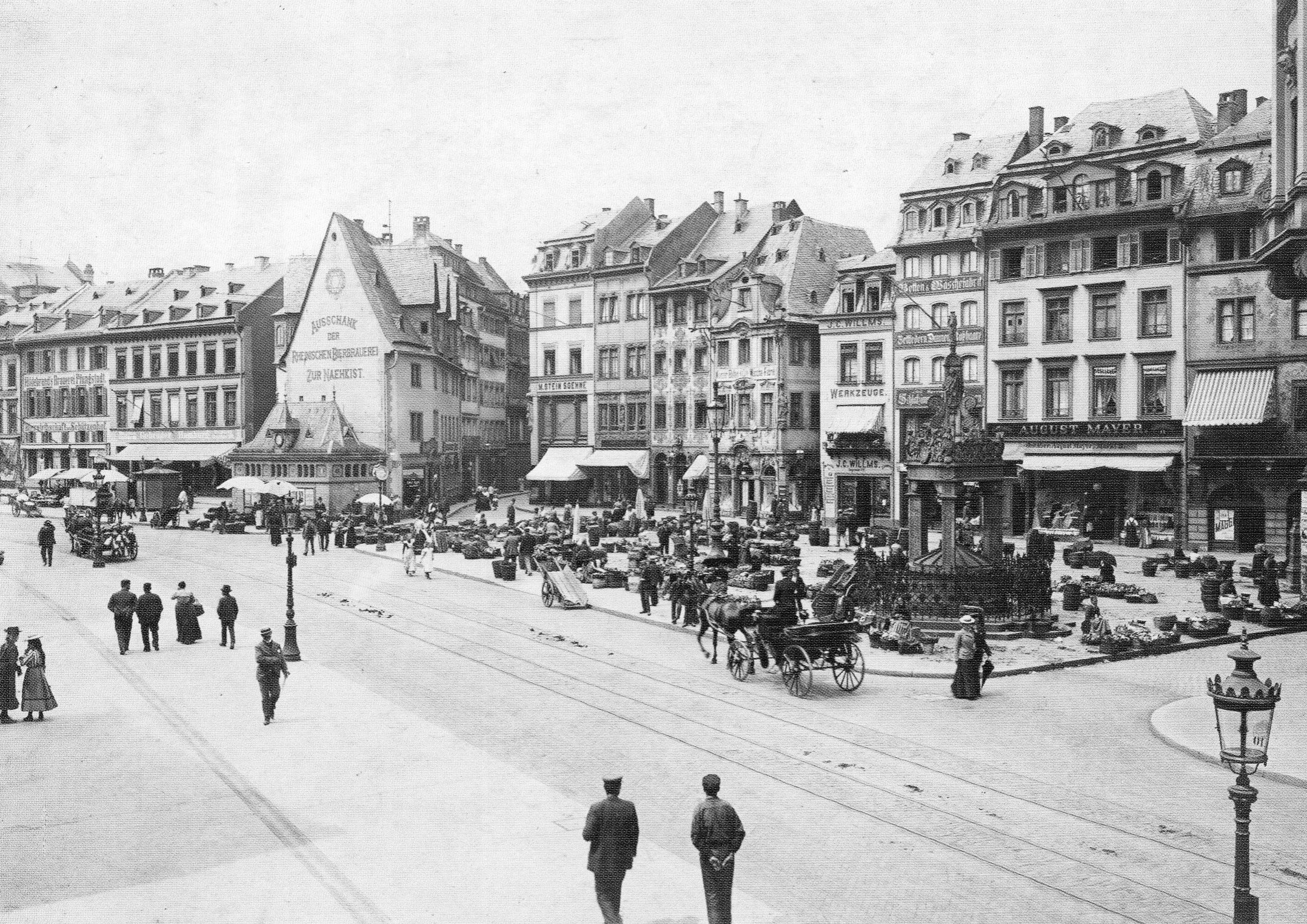
Nördlicher Teil des Marktes um 1900
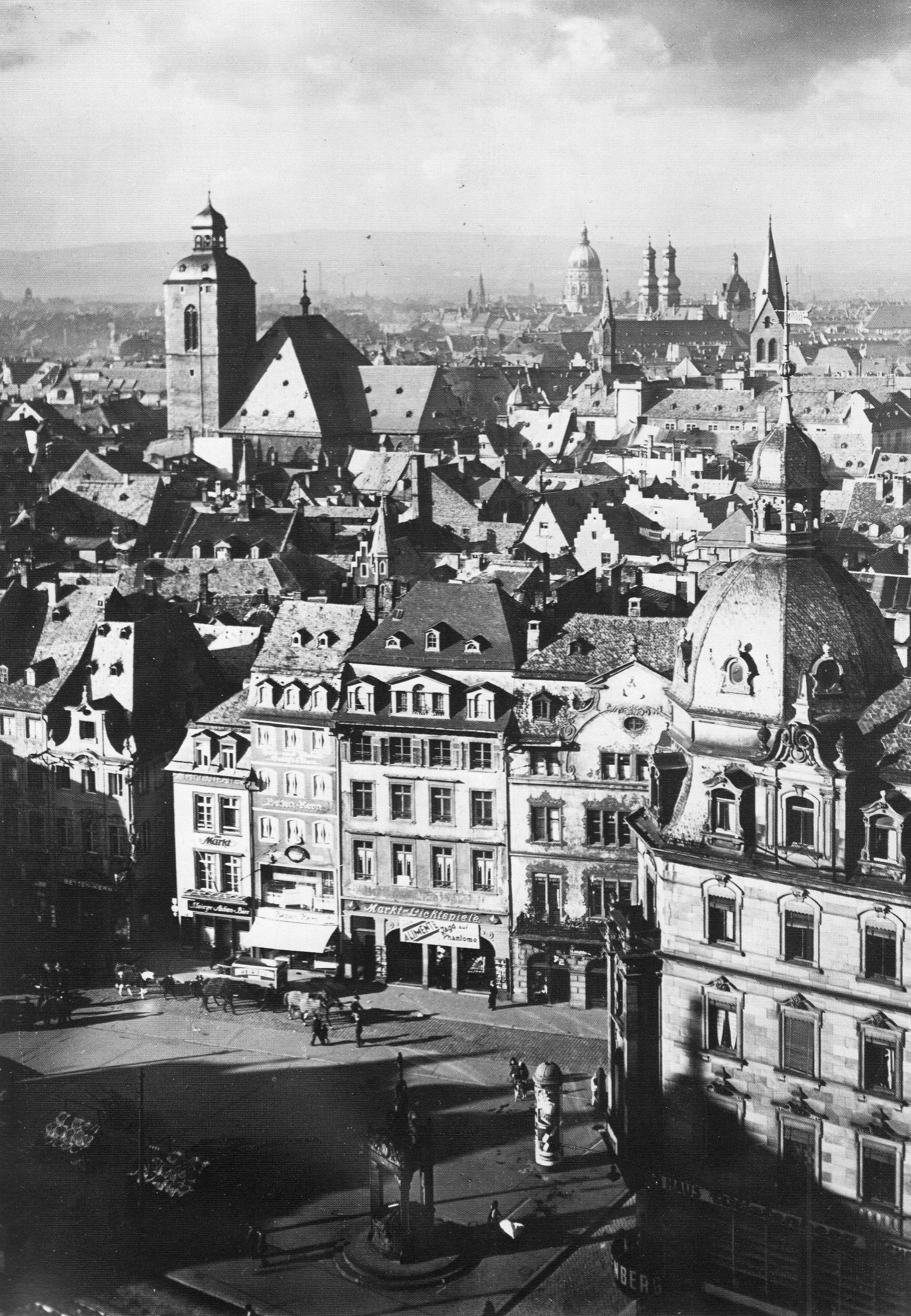
Blick vom Dom auf den Markt um 1930
Detailansicht Mitte der 1930er-Jahre
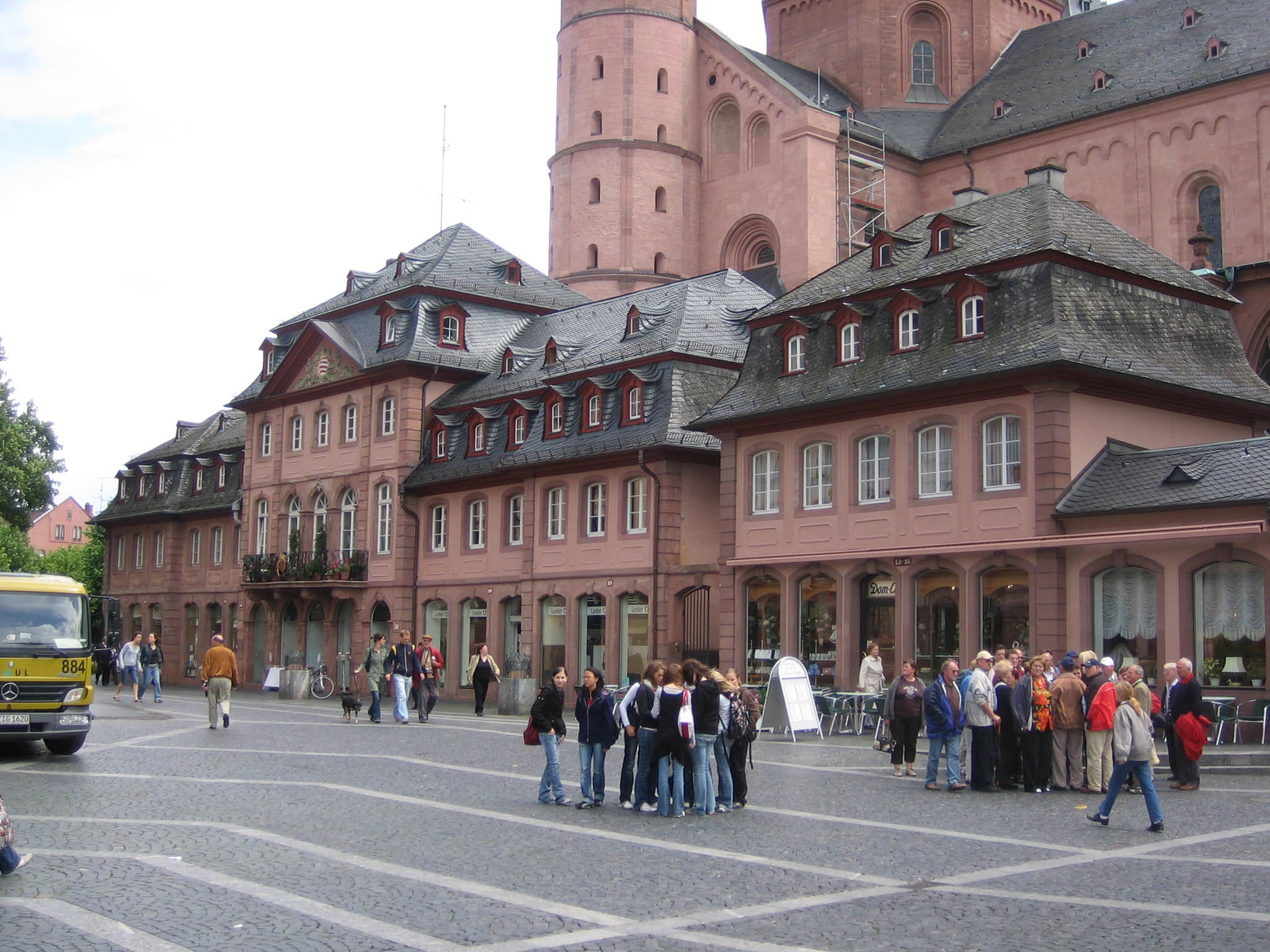
Markt 18–26
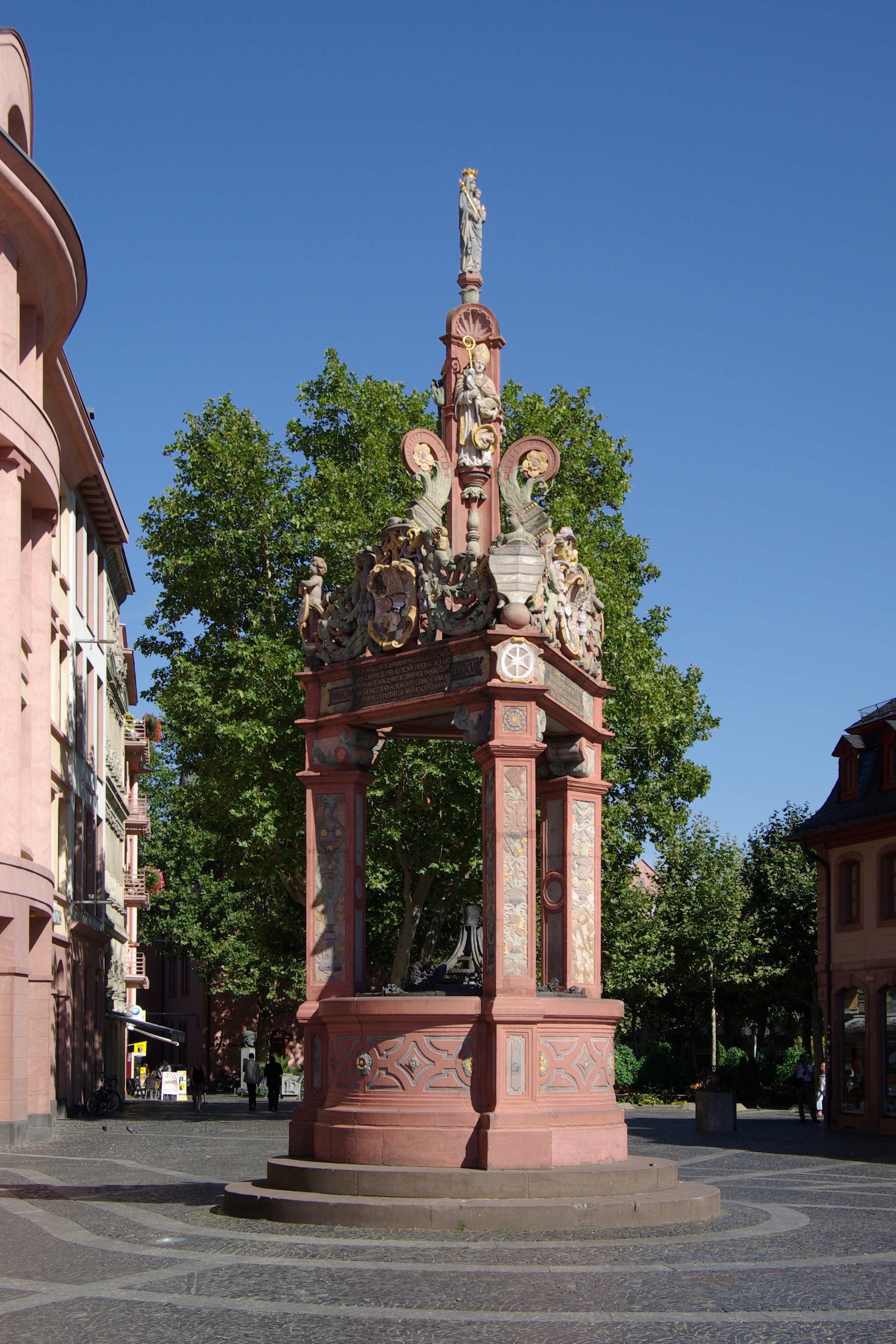
Marktbrunnen
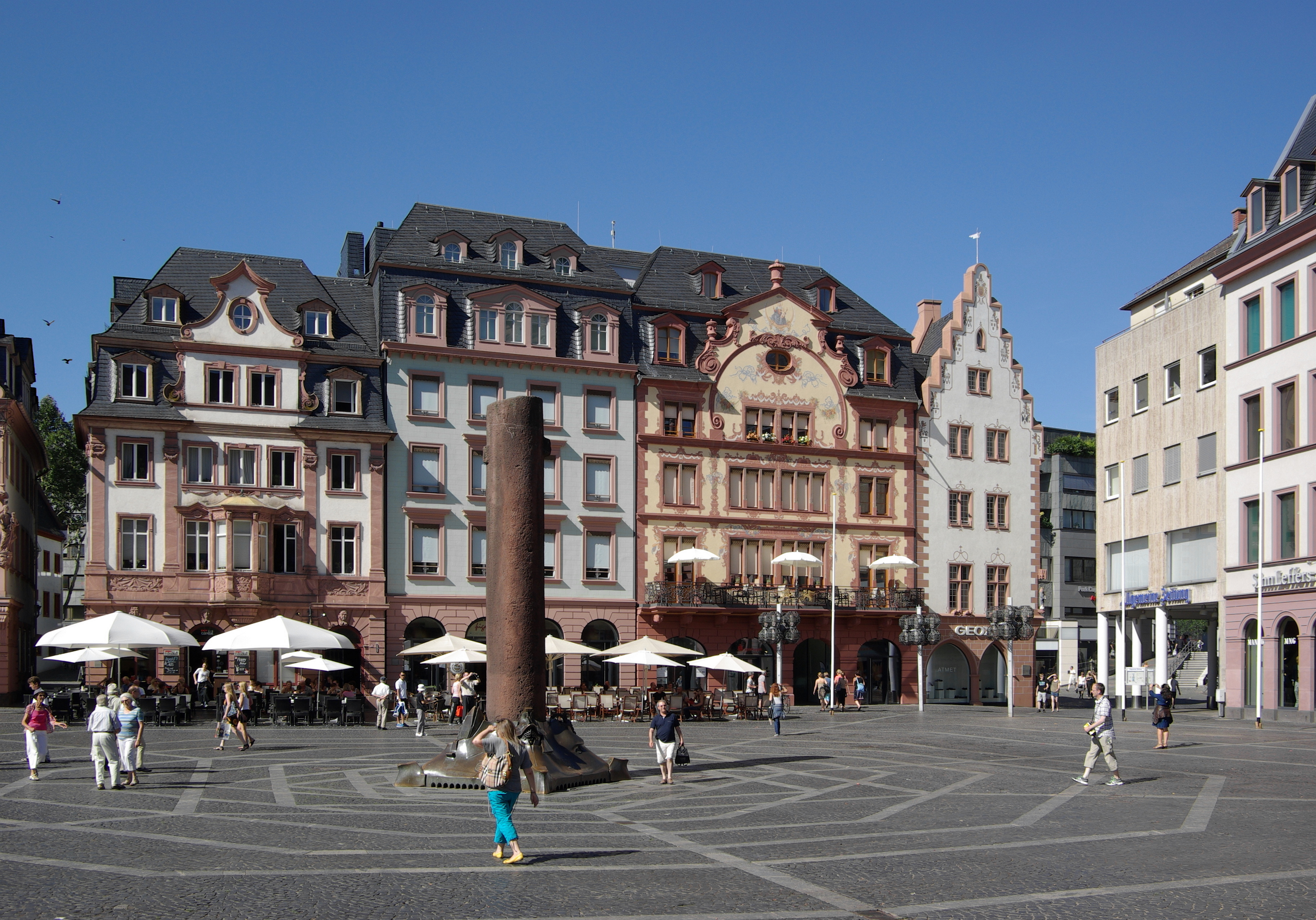
Die Nordseite des Mainzer Markts
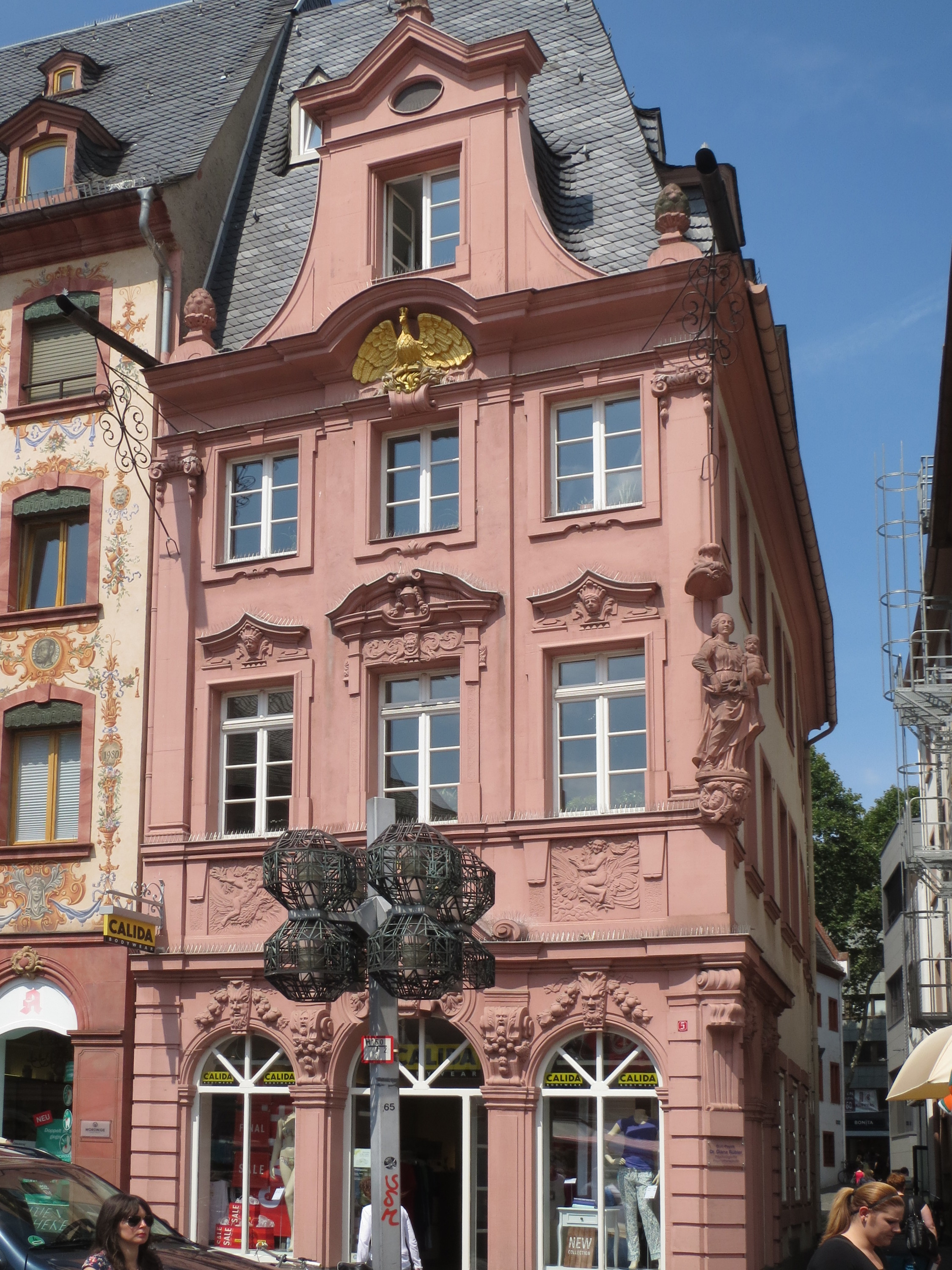
Das Haus zum Fleming

## Wichtige Bauwerke am Markt

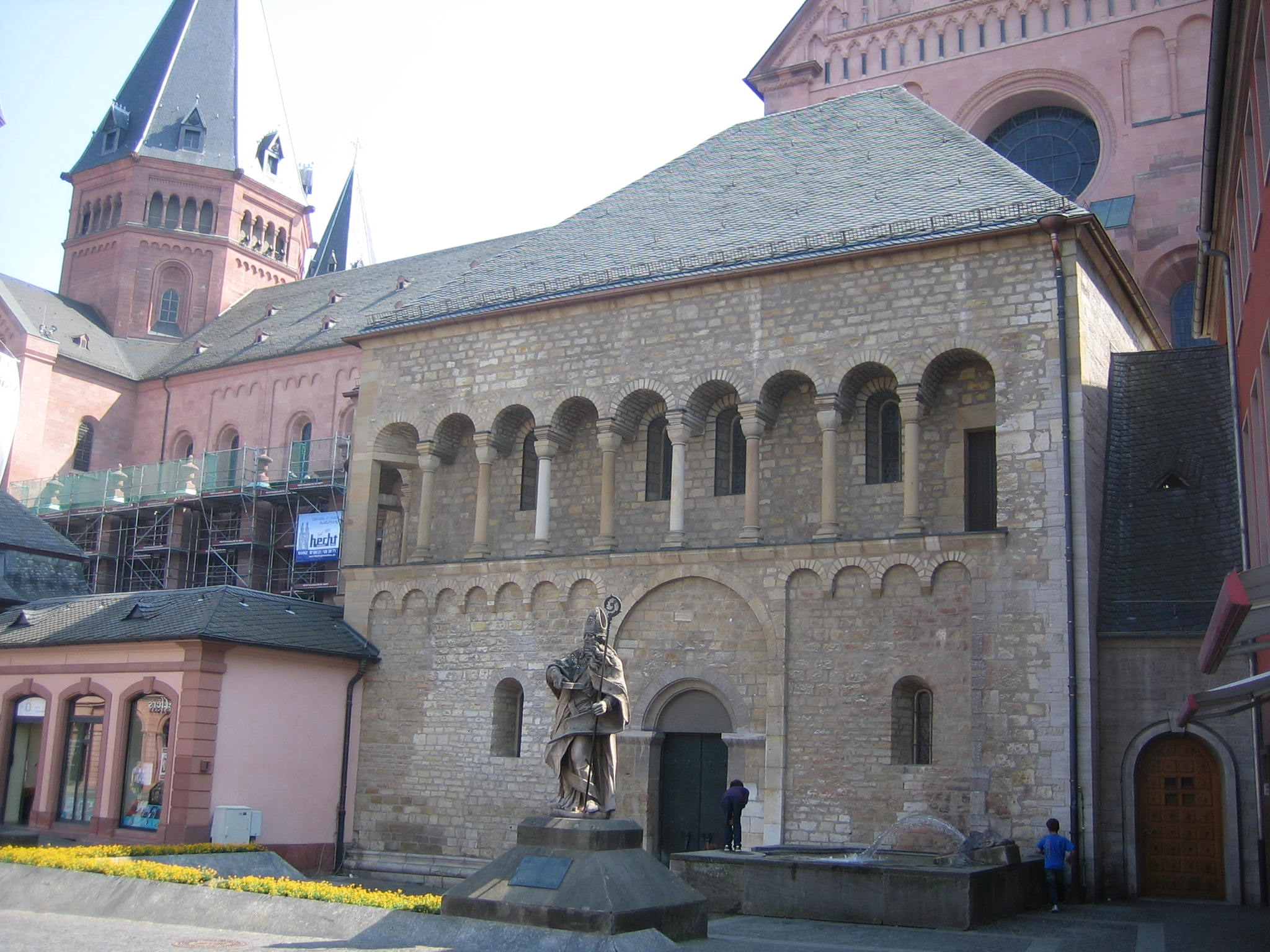
Gotthardkapelle, Blick vom Markt

- Markt: Marktbrunnen; Renaissance-Ziehbrunnen, 1526 gestiftet; Rotsandsteintrog, auf drei Reliefpfeilern Gebälk mit Stifterinschrift und -wappen, figurenreicher Aufsatz, Putten 1767, Madonnenfigur 1890 von Valentin Barth (Kulturdenkmal)
- Markt 8: Katholische St. Gotthardkapelle; ehemalige Hof- und Palastkapelle, zweigeschossiger Muschelkalk-Quaderbau, kubisches Schiff mit eingezogenem Chor und halbrunder Apsis, 1137 (Kulturdenkmal)
- Markt 7–9: Errichtet zwischen 1979 und 1991, Neohistorismus, vor dem Krieg standen hier zwei schmale Häuser
- Markt 1: im Zweiten Weltkrieg zerstört, Ruine abgerissen, Rekonstruktion zwischen 1979 und 1991, Abriss 2007, erneute Rekonstruktion 2007–09
- Markt 13: Haus zum Boderam, 1581 errichtet, ersetzte einen älteren Vorgängerbau, 1690–91 3. Stock ergänzt und Erdgeschoss umgebaut, wohl kurz nach 1706 Mittelgiebel und Mansarddach vermutlich nach Plänen von Maximilian von Welsch errichtet[4] (im Zweiten Weltkrieg zerstört, Ruine abgerissen, Rekonstruktion zwischen 1979 und 1991, Abriss 2007, erneute Rekonstruktion 2007–09)
- Markt 15: Haus zum Salmen (im Zweiten Weltkrieg zerstört, Ruine abgerissen, Rekonstruktion zwischen 1979 und 1991, Abriss 2007, erneute Rekonstruktion 2007–09)
- Markt 18–26: Domhäuser mit Ladengeschäften, dreiteiliger Rokoko-Bau mit dreigeschossigem, fünfachsigen Mittelbau, Mansarddächer, 1771, Architekt wohl Johann Valentin Thomann; platzbildprägend (Kulturdenkmal)
- Markt 31: repräsentatives viergeschossiges Zeilenwohn- und Geschäftshaus, Neurenaissance/Neubarock, 1878, Architekt Peter Gustav Rühl (Kulturdenkmal)

## Regelmäßige Veranstaltungen
Auf dem Markt findet von Januar bis Mitte November dienstags, freitags und samstags von 7 bis 14 Uhr der Wochenmarkt statt. Ab Ende November bis zum 23. Dezember findet auf dem Markt der größte Teil des Weihnachtsmarktes statt.
Weitere Veranstaltungen, die ebenfalls teilweise den Markt nutzen, sind der Rosenmontagszug und die Johannisnacht.

## Trivia
Da es seit den 1970er Jahren im gesamten Stadtgebiet keinen doppelt geführten Straßennamen mehr gibt, entstanden zahlreiche ähnlich klingende Bezeichnungen: Rheingauer Straße/Neue Rheingaustraße, Mainzer Straße/Alte Mainzer Straße/Neue Mainzer Straße u. v. m. So verwechseln Außenstehende und oft auch alteingesessene Mainzer die korrekte Postanschrift „Markt, 55116 Mainz“ mit dem „Marktplatz, 55130 Mainz“, der sich jedoch im Stadtteil Laubenheim befindet.